# Armand Deprez
Georges Armand Raymond Deprez (* 17. Februar 1890 in Brüssel; † unbekannt) war ein belgischer Schwimmer.

## Karriere
Deprez nahm 1908 an den Olympischen Spielen in London teil. Im Wettbewerb über 100 m Freistil erreichte er den zweiten Rang seines Vorlaufes.
Sein Bruder Maurice Deprez ist ebenfalls einmaliger Olympionike.